# فرودگاه کایا
فرودگاه کایا (به انگلیسی: Kaya Airport) یک فرودگاه با کد یاتا XKY است . این فرودگاه در شهر کایا، بورکینافاسو کشور بورکینافاسو قرار دارد .